# Cantiere navale del Muggiano
Il cantiere navale del Muggiano, situato alla Spezia, è uno dei maggiori cantieri navali italiani. Opera in sinergia con il vicino cantiere navale di Riva Trigoso, svolgendo principalmente le attività di completamento, allestimento e prove in mare delle navi varate a Riva, oltre alla costruzione di sottomarini e yacht di grandi dimensioni.

## Storia
Il cantiere nacque per volere di Cavour che, dopo avere affidato a Domenico Chiodo lo studio per la realizzazione dell'arsenale della Spezia aveva intuito l'opportunità di far sorgere nel golfo della Spezia uno stabilimento di costruzioni navali in grado di rispondere alle esigenze della Regia Marina e fare anche fronte a commesse per le marine estere, simile a quello che la Marina francese aveva costruito nel golfo di Tolone.

### Gli sviluppi del cantiere tra la fine dell'800 e i primi anni del 900
Erano state già avviate trattative per la nascita di questo stabilimento con l'industriale di New York William Webb, ma in seguito alla sua morte il progetto non si concretizzò. 
Il progetto venne ripreso nel 1883 dalla società "George Hanfrey & Co." che installò a Muggiano un cantiere per le riparazioni del naviglio adibito al trasporto di minerali per la fonderia "Pertusola" e che sui suoi scali impostò e varò due piroscafi da carico (il primo piroscafo fu il "Maratea", varato nel 1885) e due rimorchiatori. 
Nel 1887 il cantiere venne rilevato dalla "Continental Lead & Iron Company Ltd" che si dedicò alla costruzione di velieri in acciaio, e poi, nel 1897, dalla "Hofer, Manaira & C.". Di quest'ultima società era socio lo svizzero Rodolfo Hofer, che era anche un componente del consiglio d'amministrazione della società Navigazione Generale Italiana, compagnia di navigazione costituita nel 1881 dalla fusione della compagnia Flotte Riunite Florio di Palermo e della Compagnia Rubattino di Genova, che andava affermandosi sul finire del secolo.
Nel 1898 nel consiglio di amministrazione della "Hofer, Manaira & C." entrarono alcuni finanziatori piemontesi, tra cui Luigi Capuccio, che, approfittando di una legge del 1896 che favoriva la costruzione di nuove navi nei cantieri italiani, aveva ordinato al cantiere di Muggiano due piroscafi da carico. 
Poiché le sorti del cantiere non andavano bene, l'armatore, temendo di veder compromesse le somme anticipate per la costruzione delle navi, entrò direttamente nella società e nella direzione del cantiere di Muggiano, confermandone alla direzione Giuseppe Manaira, e acquisendo anche altri cinque piroscafi che erano in costruzione per conto di altri armatori. 
Divenne così proprietario di una forte e moderna flotta di bastimenti con cui avviò una regolare linea commerciale di navigazione fra Genova e il golfo del Messico, in particolare per il trasporto del cotone. 
L'intervento di nuovi soci consolidò la base finanziaria dell'impresa, nonché le attrezzature produttive del cantiere. Nelle acque antistanti gli scali venne ricavata una darsena alla quale vennero affiancate le officine attrezzate per l'allestimento delle navi varate. Lo stabilimento assunse la denominazione di "Società anonima cantiere navale del Muggiano", nella quale Rodolfo Hofer svolgeva un ruolo preminente. Nel 1899, in seguito ad un accordo tra la "Società anonima cantiere navale del Muggiano" e il cantiere navale di Ancona, venne costituita la società "Officine e Cantieri Liguri-Anconetani".
Nel 1900 le maestranze del cantiere di La Spezia assommavano a circa 1500 persone, in prevalenza provenienti dall'entroterra spezzino. 
In quegli anni il cantiere costruì trentatré navi, tra piroscafi da carico, trasporto di passeggeri e trasporto misto.

I piroscafi costruiti nel cantiere erano adibiti soprattutto all'importazione di prodotti tessili dall'America Settentrionale per i cotonifici del Piemonte. 
Il cantiere intrecciò la sua storia e il suo sviluppo con quello di un cantiere limitrofo con il quale si unì definitivamente nel 1913 e con quello dello stabilimento meccanico sorto nel 1905 nel quartiere spezzino di Melara, allo scopo di produrre materiale d'impiego militare, progenitore dell'attuale industria OTO Melara. 

Il 21 gennaio 1906 venne costituita la società Cantieri Navali Riuniti, primo grande raggruppamento del settore cantieristico in Italia, che comprendeva i cantieri di Palermo, Muggiano e Ancona. Tra le costruzioni notevoli di quel periodo vi furono quella dell'Italia, il più grande veliero mai costruito nei cantieri nazionali (nel 1903) e quello dei transatlantici Duca degli Abruzzi e Duca di Genova, varati nel 1907 e nel 1908.

### Il cantiere FIAT-San Giorgio

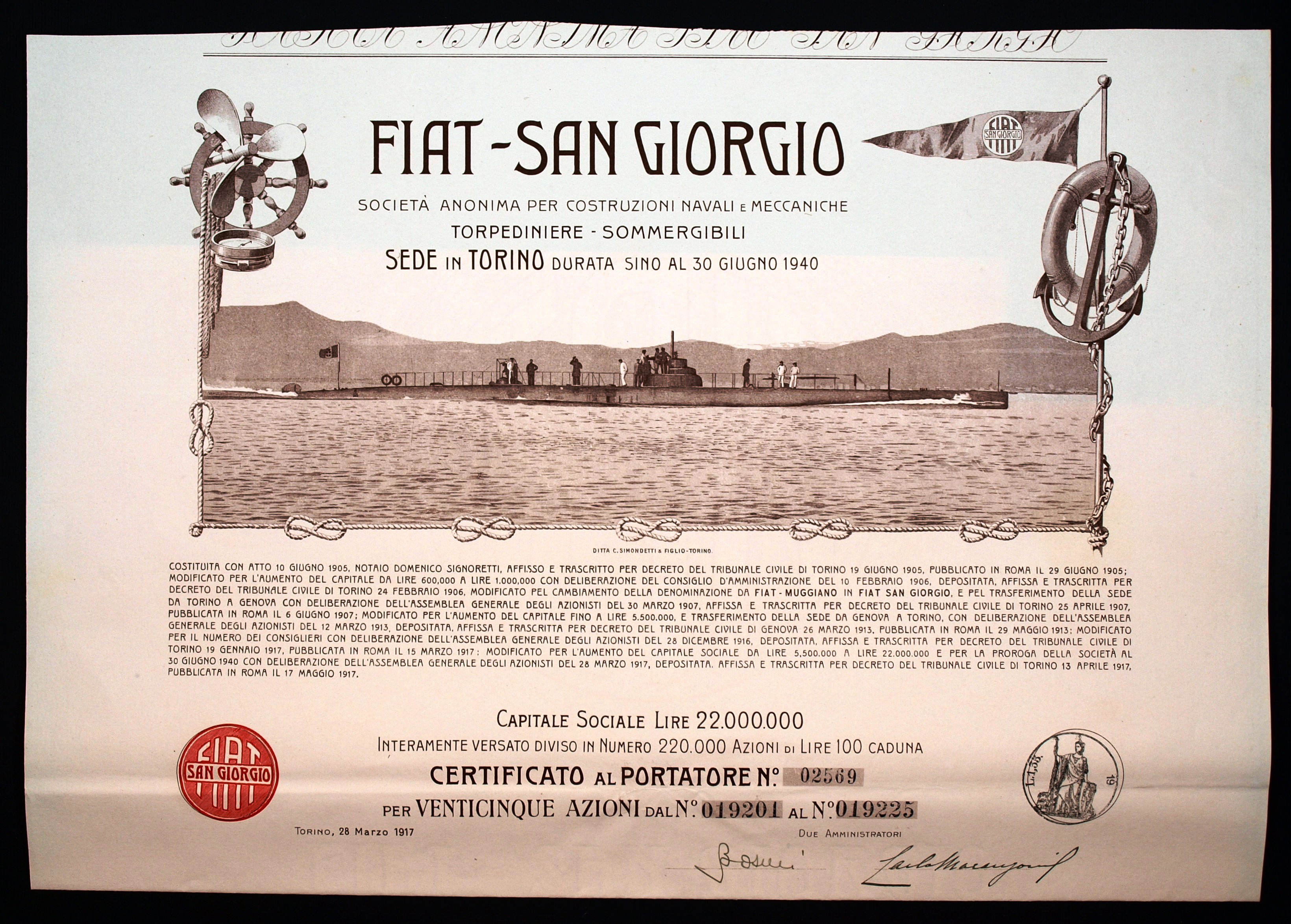
Azione di FIAT-San Giorgio, 28 marzo 1917

Nel 1905, accanto al cantiere già esistente, era stato impiantato un altro cantiere, denominato “FIAT Muggiano”, la cui attività produttiva era finalizzata alla costruzione di motoscafi in collaborazione con le Officine Meccaniche FIAT di Torino. L'attività non diede i risultati economici previsti e nel 1907 il cantiere fu ricapitalizzato dalla società San Giorgio di Sestri Ponente, di proprietà di Attilio Odero, assumendo la nuova denominazione “FIAT-San Giorgio”. 
La nuova società si dedicò alla costruzione di sommergibili, il mezzo strategicamente emergente presso tutte le marine dell'epoca, per la cui costruzione vennero assunti tecnici e maestranze qualificate nel settore.

Il primo sommergibile costruito a Muggiano fu il “Foca”, varato nel 1907 cui fecero seguito, nel 1908, altri due battelli, costruiti per Svezia e Danimarca,  progettati dal Direttore
dello Stabilimento, l'Ingegner Cesare Laurenti. Questi sommergibili, dotati di motori a benzina per la navigazione in superficie, diedero brillanti risultati. In breve tempo l'azienda acquistò una reputazione mondiale costruendo sommergibili per Italia, Brasile, Portogallo, Inghilterra, Giappone, Russia, Svezia e Olanda.

Nel 1913 la costruzione di sommergibili richiese un aumento di mezzi e di personale e la “FIAT San Giorgio” acquistò il cantiere appartenente alla società “Cantieri Navali Riuniti” incorporandone le capacità produttive.

### La prima guerra mondiale
Dal 1915, nel corso del primo conflitto mondiale, il cantiere costruì per la Regia Marina quindici sommergibili del tipo “Medusa”, riuscendo contemporaneamente a portare a termine le commesse di sette sommergibili per marine estere e occupandosi anche della costruzione di affusti di cannoni, carri ferroviari attrezzati ad uso officine e organizzandosi anche, nel 1917, per effettuare riparazioni navali di qualunque entità, sia agli scafi che agli apparati motore delle navi, logorate dal servizio o danneggiate dagli eventi bellici.

### Il periodo tra le due guerre mondiali
Nel 1918, con l'ingresso della famiglia Perrone, proprietaria dell'Ansaldo, la denominazione sociale venne cambiata in “Ansaldo-S.Giorgio”, con la Fiat che cedette la sua quota, comprese le Officine Meccaniche di Torino all'Ansaldo.

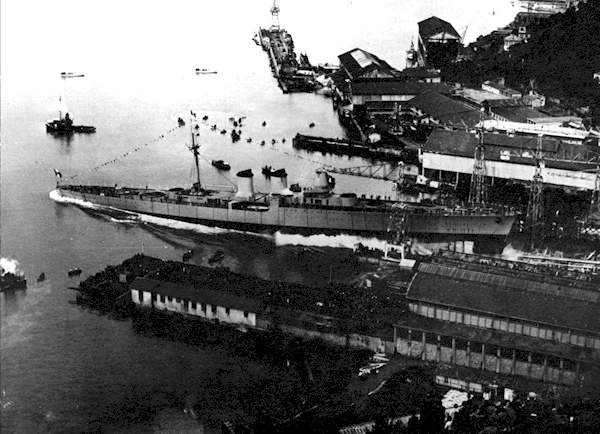
Varo dell'incrociatore Duca degli Abruzzi

Il periodo successivo al primo conflitto mondiale l'economia spezzina subì le conseguenze dalla grave fase recessiva che aveva colpito l'Italia. 

La "Vickers" nel 1922 uscì della proprietà delle "Officine Meccaniche Vickers-Terni" della Spezia (specializzate nella produzione di cannoni) che rimanevano così di proprietà delle Acciaierie di Terni; 
la famiglia Perrone, proprietaria dell'Ansaldo, nel 1921 abbandonava la guida dell'"Ansaldo San Giorgio" che rimase in possesso degli Odero; le Officine Meccaniche di Torino nel 1923 vennero riacquisite dalla Fiat e avrebbero costituito la divisione la Grandi Motori della casa torinese. 

Nel 1927 gli Odero unificarono le attività del cantiere con quelle delle "Officine Meccaniche di La Spezia" costituendo la "Odero-Terni".
Nel 1929, dopo la fusione della società "Odero-Terni" con i Cantieri Orlando di Livorno, venne costituita la società Odero-Terni-Orlando (OTO), con sede legale a Genova che oltre alle "Officine Meccaniche" e ai cantieri Orlando e del Muggiano, comprendeva anche i Cantieri Odero di Genova che però agli inizi degli anni trenta vennero dismessi in seguito alla ristrutturazione urbanistica della città di Genova. La società continuò ad operare come società privata fino al 1933, quando entrò nell'orbita dell'IRI, passando sotto il controllo statale.
Nel primo periodo post bellico vennero realizzati oltre 50 sommergibili e, per quanto riguarda le navi di superficie, negli anni trenta, periodo nel quale il cantiere contava una forza lavoro di 4000 operai e 400 impiegati, numerose furono le realizzazioni, fra cui gli incrociatori Zara, Diaz e Duca degli Abruzzi. In quel periodo venne costruito anche naviglio civile, come la motonave Arborea famosa per gli interni progettati dall'architetto Melchiorre Bega di Bologna.

### Il secondo conflitto mondiale
Con lo scoppio del secondo conflitto mondiale il cantiere lavorò a ritmo serrato, soprattutto nella costruzione e nell'allestimento di sommergibili, ma anche con la costruzione di mercantili e mezzi speciali per la Regia Marina quali 10 motonavi e 6 motozattere.
Questo fu il periodo in cui il cantiere toccò la sua massima punta occupazionale con 4122 operai e nel quale furono varati molti battelli, ma solo una parte di essi poté essere ultimata e consegnata alla Regia Marina. 

I battelli non ancora consegnati vennero in gran parte catturati dalle truppe tedesche dopo l'armistizio dell'8 settembre 1943 e furono smantellati per recuperarne i materiali oppure affondati per creare ostruzioni ai porti.

### L'evoluzione nel secondo dopoguerra
Nell'aprile del 1945 il cantiere del Muggiano era semidistrutto e sugli scali si trovavano incompleti gli scafi di tre navi ordinate dalla Regia Marina Italiana e quello della motonave da carico Borsi che era stato bombardato da un aereo il 26 dicembre 1944. In queste condizioni vennero ultimate la Borsi, varata nel 1946, e altre tre motonavi, i cui nomi erano Mauranger, Garnes e Mica, che vennero rispettivamente varate nel 1947, nel 1948 e nel 1949.
Durante la fase della ricostruzione la principale attività del cantiere fu rivolta al lavoro di riparazione, trasformazione e recupero delle navi affondate, tra cui merita essere ricordato il recupero della motonave Ravello. Con la ricostruzione il cantiere venne attrezzato secondo le tecniche più moderne, con l'introduzione in maniera estesa della saldatura elettrica e dell'assemblaggio di tronconi prefabbricati.
Nel novembre 1949 il cantiere, insieme ai Cantieri OTO di Livorno, veniva scorporato dal gruppo “Odero Terni Orlando” ed assorbito dalla “Ansaldo S.p.A.” di Genova.
Nell'ottobre 1951 venne varata la motonave “Europa” commissionata dalla compagnia Lloyd Triestino e nel 1955 iniziò la costruzione delle unità “Capitani del lavoro”, una serie di navi per trasporto di carichi secchi alla rinfusa che avevano nomi di industriali.
In seguito alla progressiva dismissione della cantieristica da parte dell'Ansaldo il 28 dicembre 1971 lo stabilimento venne trasferito alla Società “Cantiere Navale del Muggiano S.p.A.” con sede in Muggiano di La Spezia. Tra il 1970 e il 1975 vennero effettuati dei lavori di trasformazione e potenziamento del complesso industriale. Tra le realizzazioni del periodo quella della petroliera “Satuket”, varata nel 1971, e della T/N "Lloydiana" del Lloyd Triestino (identificativo internazionale ICNB) che lasciò il cantiere a inizio 1973.
La Loydiana è stata la prima portacontainer italiana equipaggiata di elaboratore elettronico per il controllo del carico refrigerato, dei parametri di controllo dell'apparato di propulsione, del tracciamento delle rotte coadiuvato dal calcolo del punto nave con l'uso dei satelliti Navisat, di autopilota controllato da elaboratore. La Lloydiana è stata impegnata nelle rotte AECS (Australia-Europe-Container-Service) tra l'Europa e l'Australia.

### Il ritorno al militare
Nel 1975 il cantiere riprese le costruzioni per conto della Marina Militare Italiana e per varie Marine estere. Tra le realizzazioni quella delle corvette Wadi M'Ragh per la Libia e le Esmeraldas per l'Ecuador, del rifornitore di squadra Vesuvio e degli aliscafi Classe Sparviero, costruiti interamente in lega leggera, che rappresentarono nella storia del cantiere una tappa fondamentale dal punto di vista dell'innovazione tecnologica ed avrebbero portato negli anni successivi un notevole know-how nell'ambito delle lavorazioni sia di navi tradizionali, sia nello sviluppo di navi ad alta tecnologia.
Nel 1981 il cantiere navale passò alla Cantieri Navali Riuniti di Genova per poi essere assorbito nel 1984 da Fincantieri, integrando la propria attività con il Cantiere navale di Riva Trigoso. Allo stabilimento di Muggiano avviene la fase finale di allestimento e delle prove preconsegna, oltre che delle navi realizzate nel cantiere, anche di quelle costruite e varate a Riva Trigoso.

## Navi
Principali realizzazioni:
- 1908 Foca (sommergibile 1909) - sommergibile - (Regia Marina)
- 1914 Argonauta (sommergibile 1914) - sommergibile - (Regia Marina)
- 1919 Sebastiano Veniero (sommergibile 1919) - sommergibile - (Regia Marina)
- 1924 Leonardo Da Vinci - Piroscafo
- 1928 San Giusto - (Regia Marina)
- 1930 Zara (incrociatore) - incrociatore - (Regia Marina)
- 1932 Armando Diaz (incrociatore) - incrociatore - (Regia Marina)
- 1936 Luigi di Savoia Duca degli Abruzzi (incrociatore) - incrociatore - (Regia Marina)
- 2003 Salvatore Todaro (S 526) - sottomarino - (Marina Militare)
- 2004 Scirè (S 527) - sottomarino - (Marina Militare)